# František Harašta
František Harašta (16. října 1943 Brno – 22. srpna 2001 tamtéž) byl český fotbalový trenér mládeže. Vedl také československá mládežnická reprezentační družstva.

## Trenérská kariéra
Jeden z nejlepších dorosteneckých trenérů v bývalém Československu začínal v roce 1966 u žáků Žabovřesk, do Zbrojovky přišel o dva roky později. Nejprve pracoval u dorostu, pak u seniorského C mužstva, s nímž postoupil ze základní soutěže až do I. A třídy. Od roku 1975 pracoval opět u mládežnických týmů, v nichž vychoval desítky ligových fotbalistů. Mezi nimi byly takové budoucí hvězdy jako Ivo Knoflíček, Jan Stejskal, Petr Kostelník, Zdeněk Svoboda, Roman Kukleta, Petr Křivánek, Michal Kolomazník, Marek Zúbek, René Wagner a mnozí další.
V letech 1976–1988 získal s dorostem Zbrojovky šest českých a pět československých mistrovských titulů. V letech 1992–1993 k nim připojil další dva tituly mistra samostatné České republiky. Na podzim 1988 krátce vedl v druhé lize i seniorské áčko, během mistrovské sezony plnil na jaře 1978 funkci druhého asistenta Josefa Masopusta. Naopak neúspěšné bylo jeho působení ve funkci asistenta Josef Boušky na jaře 1983, kdy Zbrojovka po 12 letech opustila nejvyšší soutěž.
Vedl také reprezentační celky do šestnácti, sedmnácti a osmnácti let. V roce 1991 byl členem výkonného výboru ČMFS (Českomoravský fotbalový svaz). Odměnou za jeho obrovský přínos pro fotbal byla Cena Václava Jíry, kterou obdržel v roce 2000. Bohužel už rok na to podlehl dlouhotrvající chorobě. Na jeho počest se pořádá Memoriál Františka Harašty.

## Hráčská kariéra
V mládí hrál za Slaviu Žabovřesky, hráčskou kariéru mu ukončilo zranění.